# Francisco de Campos de Castro de Azevedo Soares
Francisco de Campos de Castro de Azevedo Soares FCCR • GCNSC (Braga, 14 de junho de 1857 – agosto de 1928), segundo visconde e conde de Carcavelos, foi um político português.

## Biografia
Era natural de Braga, filho de Eusébia Luísa Leite de Castro e de Francisco de Campos de Azevedo Soares, 1.º visconde e conde de Caravelas.
Casou-se, em 23 de fevereiro de 1884, com Maria Julieta Pereira Ferreira Felício (1865-1947), natural do Rio de Janeiro, filha dos primeiros condes de São Mamede. Tiveram dois filhos:
- Nuno de Campos e Castro Pereira de Azevedo Soares, 3.º conde de Carcavelos;
- Francisco Maria de Campos e Castro de Azevedo Soares.

Formou-se em Direito pela Universidade de Coimbra.
Foi deputado da Nação e província de Beira, do Procurador Régio, duas vezes governador civil de Braga, fidalgo cavaleiro da Casa Real, Grã-Cruz da Ordem de Nossa Senhora da Conceição de Vila Viçosa e diversas outras ordens honoríficas.